# Непорочно зачатие на Дева Мария (Ореш)
„Непорочно зачатие на Блажена Дева Мария“ е християнска църква в село Ореш, Северна България, част от Никополската епархия на Римокатолическата църква. Църквата е енорийски храм.

## История на енорията
През 1609 г. епископ Петър Солинат е посетил село Ореше (споменавано и като Павликянско Орешане). Селото е имало 70 къщи с около 400 души, които епископът успял да покръсти в католическата вяра. В селото той е оставил двама мисионера. Още в първите години епископът се погрижил да създаде местен клир. Той изпращал павликянски момчета да учат в Италия в Илирийския колеж в Лорето или в Климентския колеж в Рим. Между тях е бил Филип Станиславов, родом от Ореш. През 1647 г. той е назначен за първия епископ на възстановената Никополската епархия.
Епископ Петър Богдан посещава селото през 1640 г. и е отчел пред Рим 480 католици.
През 1787 г. отец Джакомо Сперандио, пасионист, е бил преместен в Ореше. Той е първият свещеник назначен за постоянно в енорията. Към края на 1787 г. в Ореше се е завърнал отец Стефан Вълков, който през 1776 г. е избягал в Банат. По време на войната между Австрия и Турция в 1788 г. отец Стефан избягал отново в Банат. В тези години дошли още двама пасионисти – отците Бонавентура Паолини и Никола Отавияни.
През 1805 г. от Рим дошли още мисионери – отец Фортунато Ерколани и отец Антонио Джордани. След смъртта на епископ Дованлия през 1804 г., на негово място бил назначен един от първите пасионисти-мисионери в България – отец Федели.
Честите наводнения от река Дунав карали орешенци или да се преместват другаде или да местят селището си. През 1806 г. се настаняват в настоящото, съгласно бележките на отец Филип Скварчия, който бил енорийски свещеник в това село от 1825 до 1834 г. По време на последното преселване през 1806 г., енорийски свещеник е отец Фортунато Ерколани, пасионист. От старото Ореше не дошли всички жители в новото село, някои се заселили в село Свищов, където основали тамошната енория „Св. св. Кирил и Методий“, а други минали после във Влашко.
В 1806 г. избухнала нова Руско-Турска война. Руските войски окупирали цяла североизточна България. Българите започнали да бягат във Влашко и в Бесарабия. Много католици преминали Дунав, заедно с добитъка си. Някои се настанили на места, където вече имало българи, но по-голямата част били събрани и образували до Букурещ ново католическо село, наречено Чопла (днес квартал на Букурещ).
През 1812 – 1814 г. върлува чума във Влашко и в България. След като преминала чумата, през 1814 г. много от католиците се завърнали по родните си места в България, но други останали в село Чопла.
Епископ Анджело Парси успява да получи разрешение да се постоят нови църкви в епархията. Той е издействал султански ферман за построяването на нова църква в енорията в средата на XIX в.
Първата масивна църква е построена от отец Марян Дипонцо. Той е бил енорийски свещеник от 1841 г. до 1869 г. През 1880 г. енорийският свещеник отец Герасим Гиглиоти е построил сегашния енорийски дом. От 1895 г. до 1899 г. енорийски свещеник в Ореш е отец Хиацинт Ашути.
По силата на предписанията за религиозните свободи на Хатихумаюнa от 1856 г. през 1857 г. епископ Анджело Парси поръчва две камбани от Виена, които подарява на енорията.
През 1871 в Ореш има 70 католически, 30 турски и 6 татарски семейства. Според първото преброяване в Княжество Българияпрез 1881 г. в Ореш живеят 767 католици.
В края на 1916 г. епископ Дамян Теелен изпраща в Ореш отец Григор Холтерман, германски военен свещеник, пасионист. Nа 11 януари 1917 г. в Ореш пристига отец Исидор Делин.
През 1923 г. епископ Теелен е закупил къща в центъра на селото, близо до черквата. На 5 ноември 1923 г. в нея се настанили 3 милосърдни сестри от ордена Свети Викентий от Паула, Загребски клон – сестрите Макрина Повиявич, Хериберта Керенич и Симфороза Фурдек. Сестрите организирали забавачница и поучавали децата на катехизис.
В края на 1930 г. католиците в с. Ореш били 2723 души, както и десетина турски семейства. Епископът разрешил църквата да се разшири. След 1935 г. енорийските свещеници в Ореш са били отците Методий Каравенчов, Антон Регенмортен, Адриан Шел и Станислав Ван Мелис.
След изгонване на чужденците мисионери извън България, енористи след 1949 г. са отците, Убалд Караджов, Иреней Мартинчев, Кирил Яков, Йероним Луков, Йосиф Йонков, отец Арсен Антонов и Петър Сарийски.
След 1990 г. енористи са били отец Фортунато Грасселли, отец Ремо Гамбакорта и отец Винченцо ди Клерико.

## Енористи
- отец Джакомо Сперандио (1787-)
- отец Фортунато Ерколани (1806-), по-късно избран за епископ
- отец Филип Скварчия (1825-1834)
- отец Григор Холтерман (1916-1917)
- отец Исидор Делин (1917-)
- отец Методий Каравенчов
- отец Антон Регенмортен
- отец Адриан Шел
- отец Станислав Ван Мелис
- отец Убалд Караджов
- отец Иреней Мартинчев
- отец Кирил Яков
- отец Йероним Луков
- отец Йосиф Йонков
- отец Арсен Антонов
- отец Петър Сарийски
- отец Фортунато Грасели (2004-)
- отец Ремо Гамбакорта (2006-2007)
- отец Винченцо Ди Клерико (2007-2017)
- отец Салваторе Фрашина (2017-)

## История на храма
В 1760 г. епископ Никола Пулиеси е построил нова църква в Ореше, вероятно да замести килията, направена още от Филип Станиславов.
Строежът на нова църква започва на 25 февруари 1851 г. и завършва пролетта на 1857 г. по времето на отец Мариян Дипонцо. Църквата е осветена на 31 май 1857 г. от епископ Анджело Парси.
Църквата е разширявана през 1927 г. Подготвителната работа е почнала на 14 март 1927 г. Основният камък на постройката е положен на 18 юни 1927 г., съгласно обреда на Римския ритуал.
Храмов празник – 8 декември.